# Goniopora mauritiensis
Goniopora mauritiensis is een rifkoralensoort uit de familie van de Poritidae. De wetenschappelijke naam van de soort is voor het eerst geldig gepubliceerd door Bernard.